# Acletoxenus formosus
Acletoxenus formosus är en tvåvingeart som först beskrevs av Friedrich Hermann Loew 1864.  Acletoxenus formosus ingår i släktet Acletoxenus och familjen daggflugor. Inga underarter finns listade i Catalogue of Life.